# باول نوغينت
باول نوغينت (بالإنجليزية: Paul Nugent)‏ (4 أبريل 1983 في المملكة المتحدة - ) هو لاعب كرة قدم بريطاني في مركز الدفاع. لعب مع نادي دمبرتون ونادي كلايد ونادي إيست فيف ونادي ستيرلينغ ألبيون.

## وصلات خارجية
- باول نوغينت على موقع قاعدة بيانات كرة القدم.إي يو (الإنجليزية)
- باول نوغينت على موقع Soccerbase.com (لاعب) (الإنجليزية)